# تشارلز لامونت
تشارلز لامونت (بالإنجليزية: Charles Lamont)‏ هو كاتب سيناريو ومنتج أفلام ومخرج أمريكي، ولد في 5 مايو 1895 في سان فرانسيسكو في الولايات المتحدة، وتوفي في 12 سبتمبر 1993 في وودلاند هيلز، كاليفورنيا في الولايات المتحدة بسبب ذات الرئة.

## وصلات خارجية
- تشارلز لامونت على موقع IMDb (الإنجليزية)
- تشارلز لامونت على موقع ألو سيني (الفرنسية)
- تشارلز لامونت على موقع أول موفي (الإنجليزية)
- تشارلز لامونت على موقع قاعدة بيانات الأفلام السويدية (السويدية)
- تشارلز لامونت على موقع إن إن دي بي (الإنجليزية)
- تشارلز لامونت على موقع قاعدة بيانات الفيلم (الإنجليزية)
- تشارلز لامونت على موقع كينوبويسك (الروسية)